# Albarracina alluaudi
Albarracina alluaudi är en fjärilsart som beskrevs av Charles Oberthür 1922. Albarracina alluaudi ingår i släktet Albarracina och familjen tofsspinnare. Inga underarter finns listade i Catalogue of Life.